# Lucimary Billhardt
Lucimary Billhardt é uma bailarina e pintora bolsonarista. 

## Biografia
Nasceu no Amazonas, mas mudou-se para o Rio de Janeiro aos 12 anos de idade, onde passou a praticar balé clássico. Por causa da dança, morou na União Soviética durante os anos 70, vivendo quatro anos em Leningrado. De acordo com Lucimary, durante sua estadia tentaram doutriná-la com o comunismo. Em seguida, mudou-se para Itália, França e Estados Unidos, onde residiu por 20 anos. Voltou para o Rio de Janeiro em 2018.

## Obra
Lucimary relata que a primeira vez que pintou Jair Bolsonaro, viu que o brilho nos olhos do presidente formavam uma cruz. Ela ficou fascinada com o simbolismo e não parou de desenhá-lo. Os desenhos eram feitos inicialmente no papel, porém migrou para a arte digital feita no iPad e divulgada no Twitter e Instagram. Além do ex-presidente, ela também retrata outros integrantes da extrema-direita, como Tereza Cristina, Rogério Marinho, Tarcísio de Freitas, Sérgio Camargo, Elon Musk e Donald Trump em quadros com grande simbolismo cristão e destaque para o olhar. Além disso, retrata Jesus Cristo. Outras pinturas suas mostram desprezo pela esquerda, como os retratos que faz de Luiz Inácio Lula da Silva. Ela se identifica como uma artista plástica. Suas pinturas são do estilo de arte naif e foi apontada como tendo uma "estética bolsonarista". Elas foram consideradas por alguns como tendo baixa qualidade e tornaram-se memes na internet. A artista concorda que sua estética seja de "arte de direita", sendo uma contrapartida ao que ela chama de "arte de satanás". Apesar do simbolismo, Lucimary declara que não segue nenhuma religião. Ela diz inspirar-se em Michelangelo e Leonardo da Vinci.
Um de seus quadros, de Bolsonaro e Carla Zambelli a frente da escultura A Justiça que se parecia com Augusto Aras, foi elogiado pela parlamentar, porém Lucimary zangou-se por Zambelli ter chamado sua obra de "caricatura".
Uma de suas obras mais notórias é um quadro de Jair Bolsonaro no  Salão Nobre do Palácio do Planalto segurando uma caneta Bic ao lado de uma águia gigante enquanto é admirado por si mesmo em segundo plano. O quadro está assinado com “Jair M Bolsonaro 2020 – 2026”, um erro, já que o mandato de Bolsonaro começou em 2019. De acordo com Lucimary, o quadro representa “Bolsonaro pegando o Brasil destruído no fundo, olhando para o futuro, com olhos, persistência e fé da águia. Vê a si próprio no já eleito! Jesus está aí contigo!”.  Bolsonaro enviou um avião da Força Aérea Brasileira para pegar o quadro, e o exibiu na live presidencial em 17 de abril de 2022. O avião teria sido usado pelos altos custos de envio pelo Correio. Dois dias depois, o quadro apareceu com Carlos Bolsonaro.